# عجهوم أسود
العجهوم الأسود أو أبو مقص الأسود (الاسم العلمي:Rynchops niger) هو طائر بحري شبيه بالخرشنة، وهو واحد من ثلاثة أنواع طيور مشابهة جدا في جنس العجهوم (الاسم العلمي: Rynchop)، في الفصيلة النورسية (الاسم العلمي: Laridae) يتكاثر هذا الطير في أمريكا الشمالية والجنوبية يقطن أفراده الشماليون الشتاء في المياه الدافئة في مناطق البحر الكاريبي والسواحل الاستوائية وشبه الاستوائية في المحيط الهادئ، لكن المجموعات المتواجدة في أمريكا الجنوبية لا تقوم إلا برحلات قصيرة خلال الشتاء السنوي، وبالتالي مدة تغذيتها في مناطق النهر الضحلة تكون أطول.

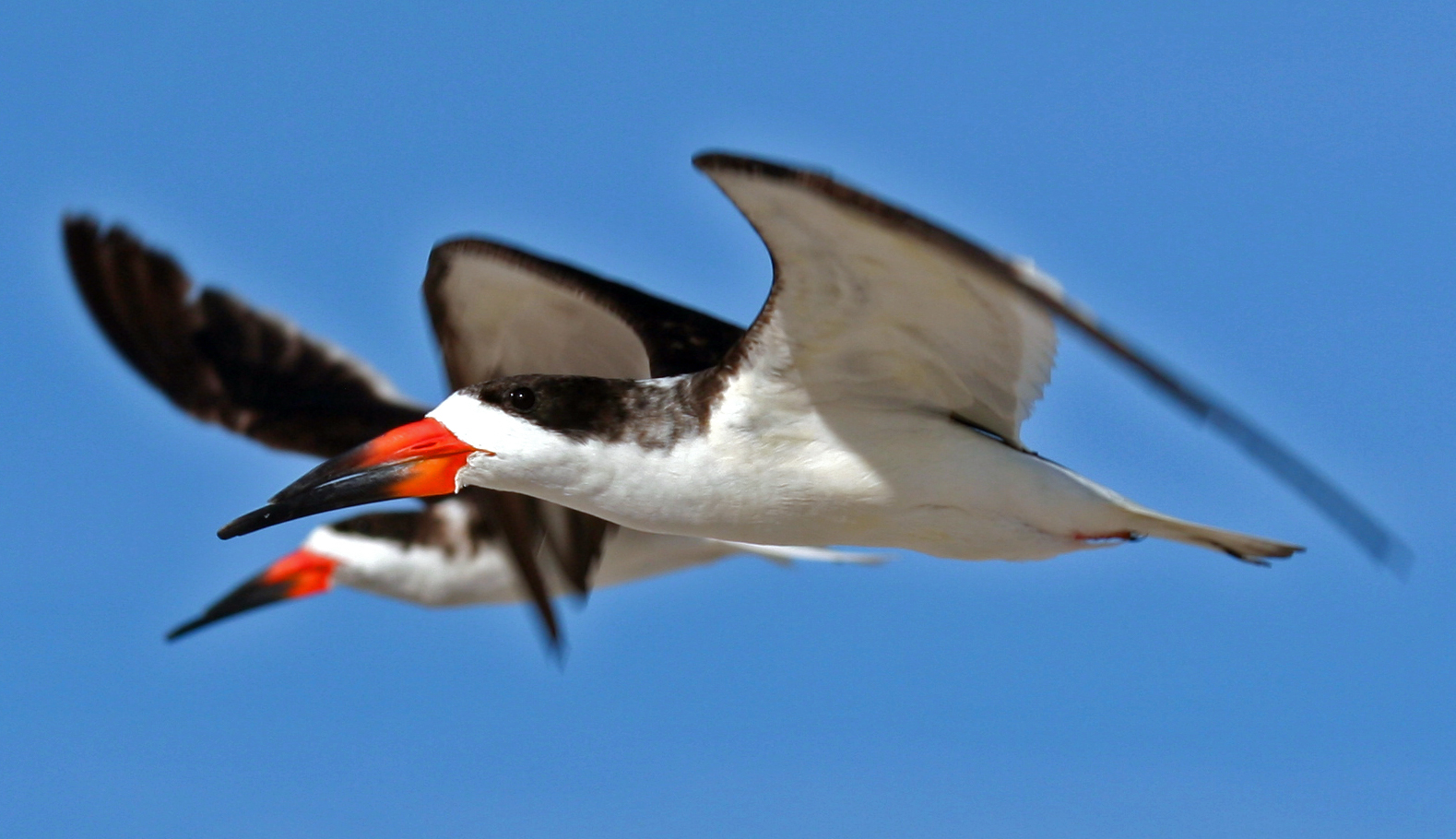

## تصنيف الطير وانواعه
هناك ثلاثة سلالات: 
- R. n. Niger (Linnaeus ، 1758) - يعتبر مهاجر، يتكاثر على ساحل المحيط الأطلسي في أمريكا الشمالية، ومن جنوب كاليفورنيا إلى الإكوادور في المحيط الهادئ
- R. n. cinerescens (von Spix ، 1825) - أكبر حجماً، لون أجنحته الداخلية غامقة، ويتواجد جزء بسيط وضيق أبيض اللون على ذيله الأسود، ويتكاثر في شمال، وشمال شرق أمريكا الجنوبية وحوض الأمازون
- R. n. intercedens (Saunders ، 1895) - يتواجد في بقية ساحل المحيط الأطلسي لأمريكا الجنوبية ابتداءا من جنوب إلى وسط الأرجنتين

## الوصف

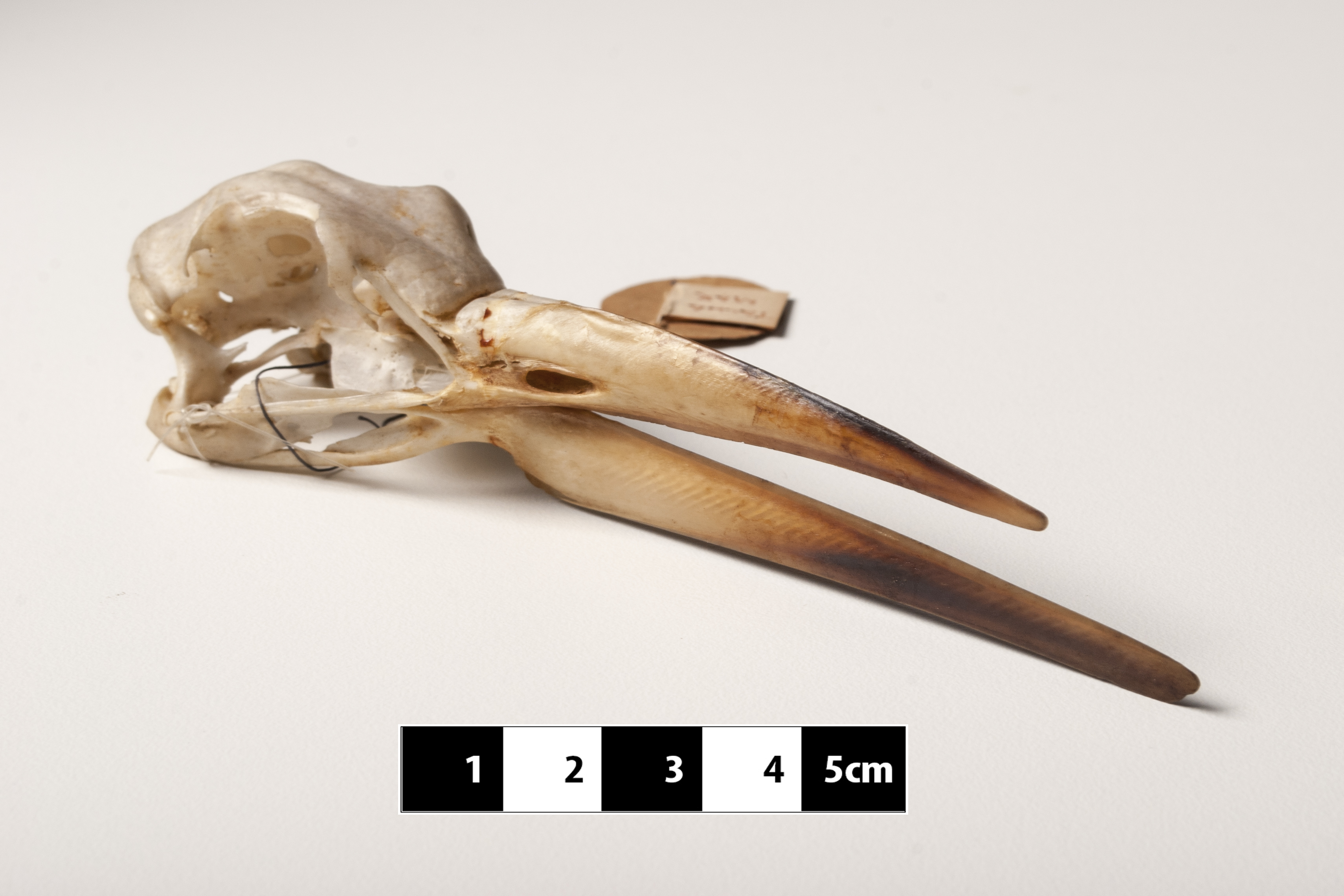
جمجمة طير ابو مقص الاسود

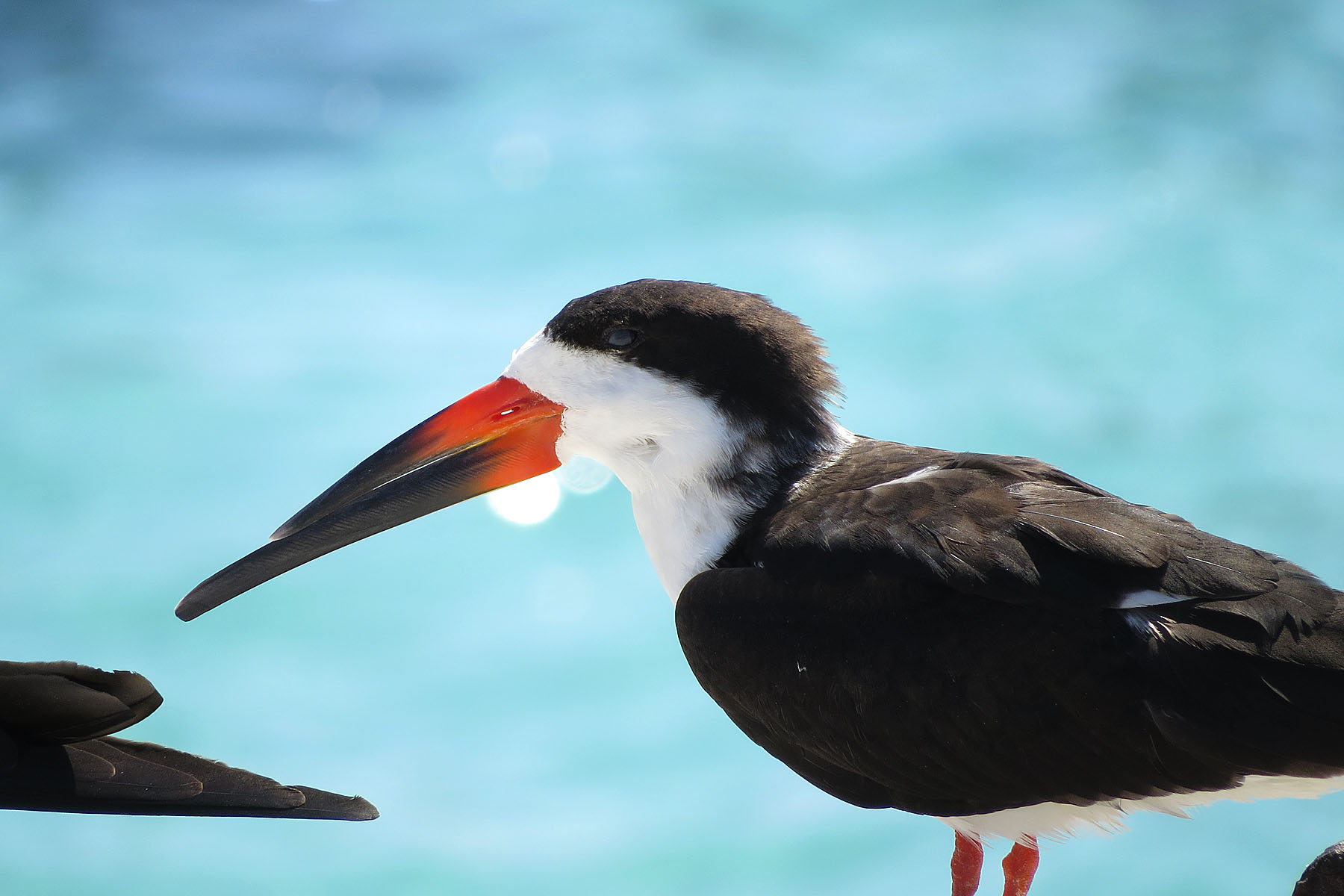
في فلوريدا ، الولايات المتحدة الأمريكية

طائر أبو مقص الاسود هو أكبر نوع من بين الأنواع الثلاثة لطيور أبو مقص. طوله هو 40–50 سنتيمتر (16–20 بوصة) ومقياس باع جناعيه هو 107–127 سنتيمتر (42–50 بوصة). يتراوح هذا النوع من 212–447 غرام (7.5–15.8 أونصة) ، مع متوسط معدل وزن الذكور حوالي 349 غرام (12.3 أونصة) ، بالمقارنة مع الإناث ألاصغر حجما حيث يكون وزنها 254 غرام (9.0 أونصة). الجزء الاولي من المنقار لونه أحمر، والباقي لونه أسود بشكل كلي تقريبا، الفك السفلي يكون متطاول كثيرًا. تحتوي العين على قزحية بنية داكنة وبؤبؤ عامودي الشكل، شبيه ببؤبؤ عين القط، وهو امر فريد من نوعه في عالم الطيور. الساقين لونهما احمر. صوت نداء هذا الطير هو عبارة عن نباح مقاطع مسمعها يبدو كاك-كاك-كاك.
ريش الطيور البالغة في وقت التكاثر يحتوي على تاج لونه اسود، كذلك ظهر الرقبة وأعلى الجسم يكونا باللون الاسود. جبهته واجزاء جسده السفلي لونها أبيض. الأجنحة العلوية لونها سوداء مع تواجد لون أبيض على الاطراف الخلفية، والذيل والردف لونهما رمادي غامق مع اطراف بيضاء. في الجهة السفلية عند اجنحة الطيور هذه، يختلف اللون من الأبيض إلى الرمادي الغامق حسب المنطقة.
الطيور اليانعة التي لتوها وصلت جيل البلوغ وقبل جيل التكاثر، يكون لديها اجزاء علوية من الجسد يسودها اللون البني الشاحب، وظهر رقبتها أبيض. الطيور غير الناضجة يكون لون اجزاءها العليوية بنية مع وجود ريش واطراف لونها أبيض. الأجزاء السفلية والجبهة لونها ابيض، والأجنحة الداخلية لونها شبيه بلون الأجنحة الداخلية عند الطيور البالغة.

## السلوك والبيئة

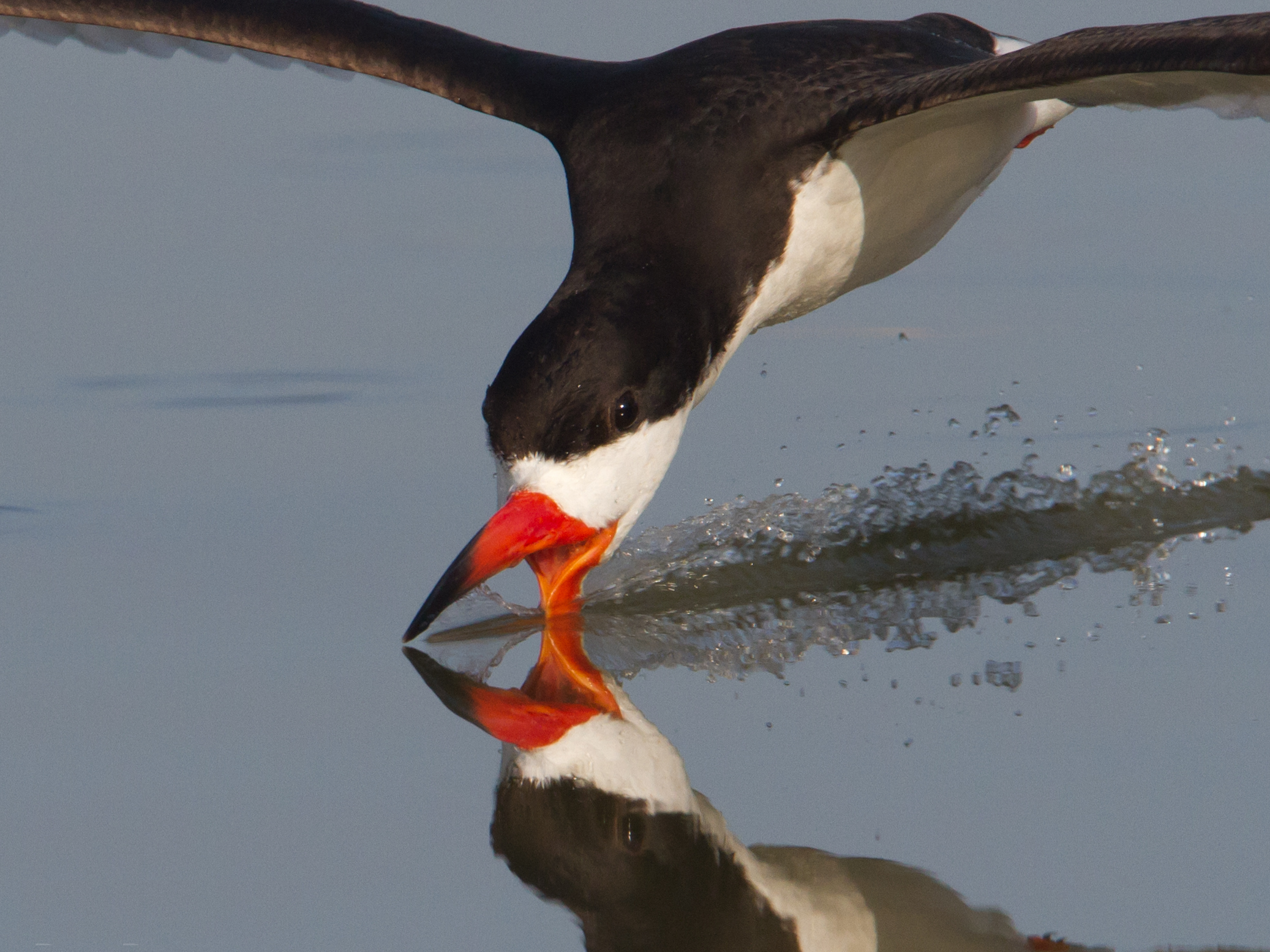
طير أبو مقص الاسود يصطاد غذاء في في كوينتانا ، تكساس

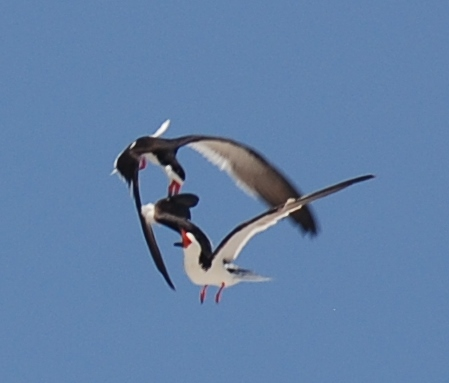
قتال جوي بين طيري أبو مقص الاسود فوق أراضي التعشيش في كور بانكس ، نورث كارولينا

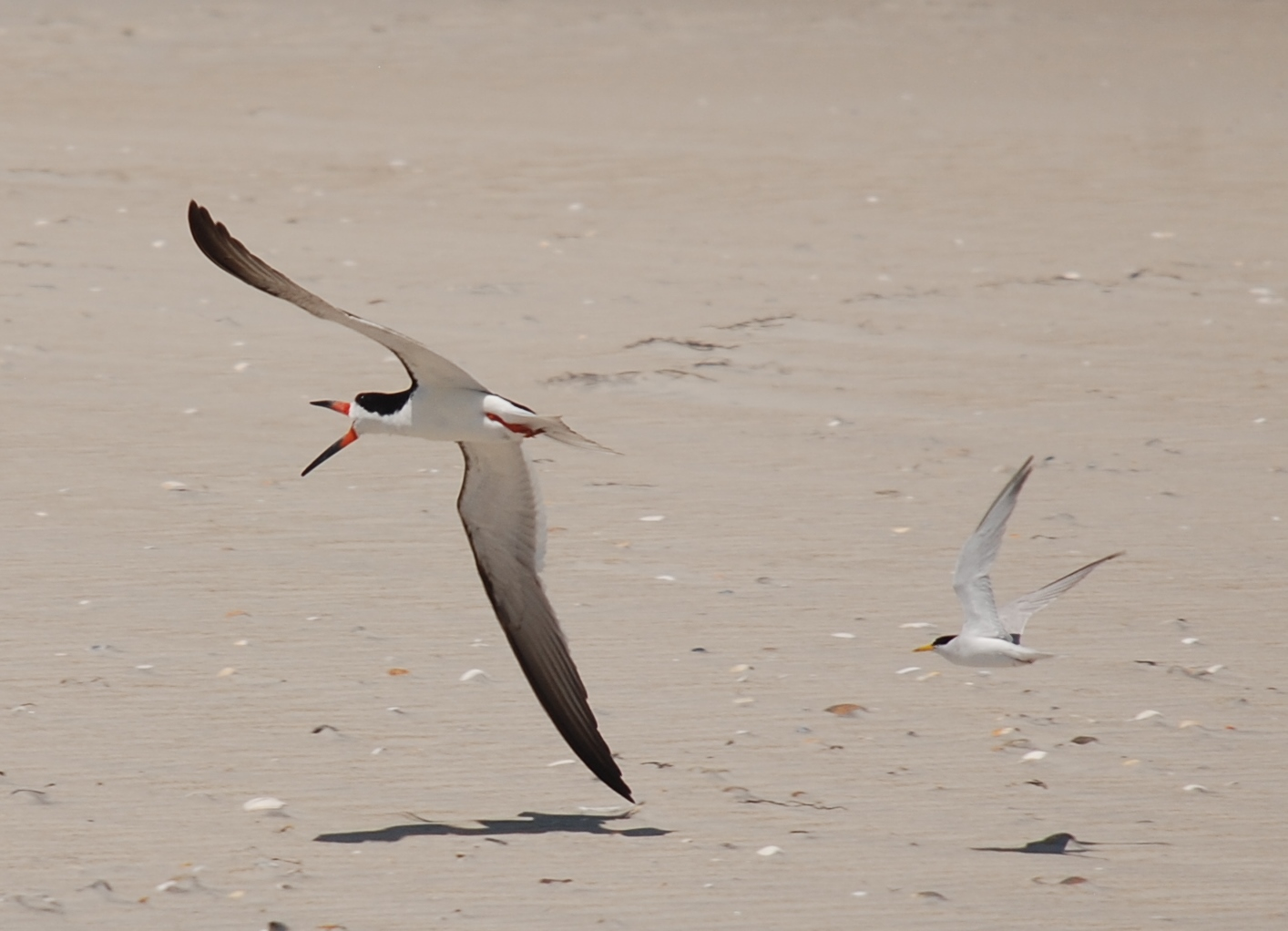
طائر خرشنة صغرى يهاجم ابو مقص أسود أكبر حجما بالقرب من Drum Inlet في ولاية كارولينا الشمالية ، الولايات المتحدة.

تقضي هذه الطيور الكثير من وقتها في التسكع والمخالطة الاجتماعية بين بعضها البعض على الضفاف الرملية بجانب الأنهار، وعلى السواحل والبحيرات التي تزروها بشكل متكرر.

### التكاثر
يتكاثر طير أبو مقص الاسود في مجموعات على ضفاف وشواطئ رملية في القارتين الأمريكتين، يتم وضع 3 -7 بيضات التي يكون لونها ابيض مائل إلى لون الصفار أو حتى زرقاوي نوعا ما، وتكون مرقطة بكثير من البقع الداكنة في اللون، يحتضن كلا من الذكر والانثى البيض. تغادر الفراخ العش بمجرد أن تفقس وتستلقي بشكل غير مرئي في منطقة حوالي العش حيث يتم تظليلهم من درجات الحرارة العالية من قبل الوالدين. قد تحفر الفراخ في بعض الأحيان حفر خاصة بها في الرمال. يطعم الوالدان الصغار بشكل شبه حصري خلال النهار مع عدم وجود أي تغذية تقريبًا اثناء الليل، نظرًا لقيام جميع الطيور البالغة بمغادرة المستعمرة في بعض الأحيان من اجل البحث عن الطعام. على الرغم من أن اجزاء الفك متساوية الطول عند هذا الطير في مرحلة التفقس من البيض، إلا أنه سرعان ما يصبحا غير متساويا خلال مرحلة النمو.

### التغذية
يوصف طيران طائر أبو مقص الاسود بالخفيف والرشيق، حيث تتحرك أجنحتهم الطويلة بحركات ثابتة. تتغذى هذه الطيور عادة في مجموعات كبيرة، تحلق على سطح الماء مخفضة الفك السفلي في الماء «لتكشطه» من اجل البحث واصطياد الطعام مثل (أنواع الغذاء مرتبة حسب الأهمية) الأسماك الصغيرة والحشرات والقشريات والرخويات.

### التطور

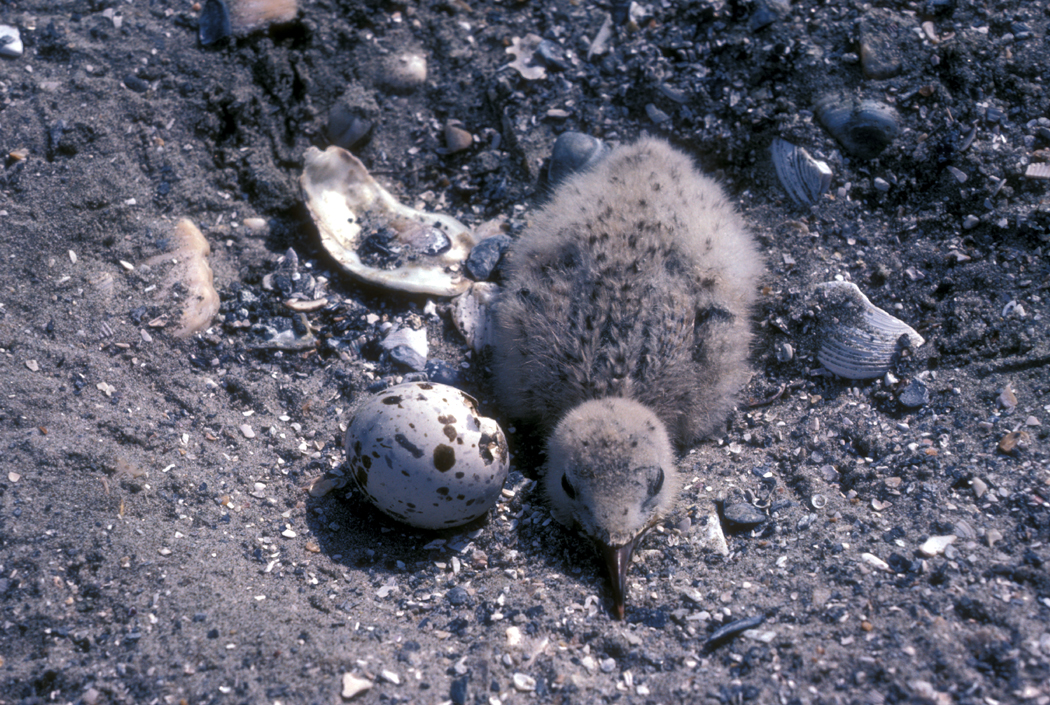
بيض وفرخ
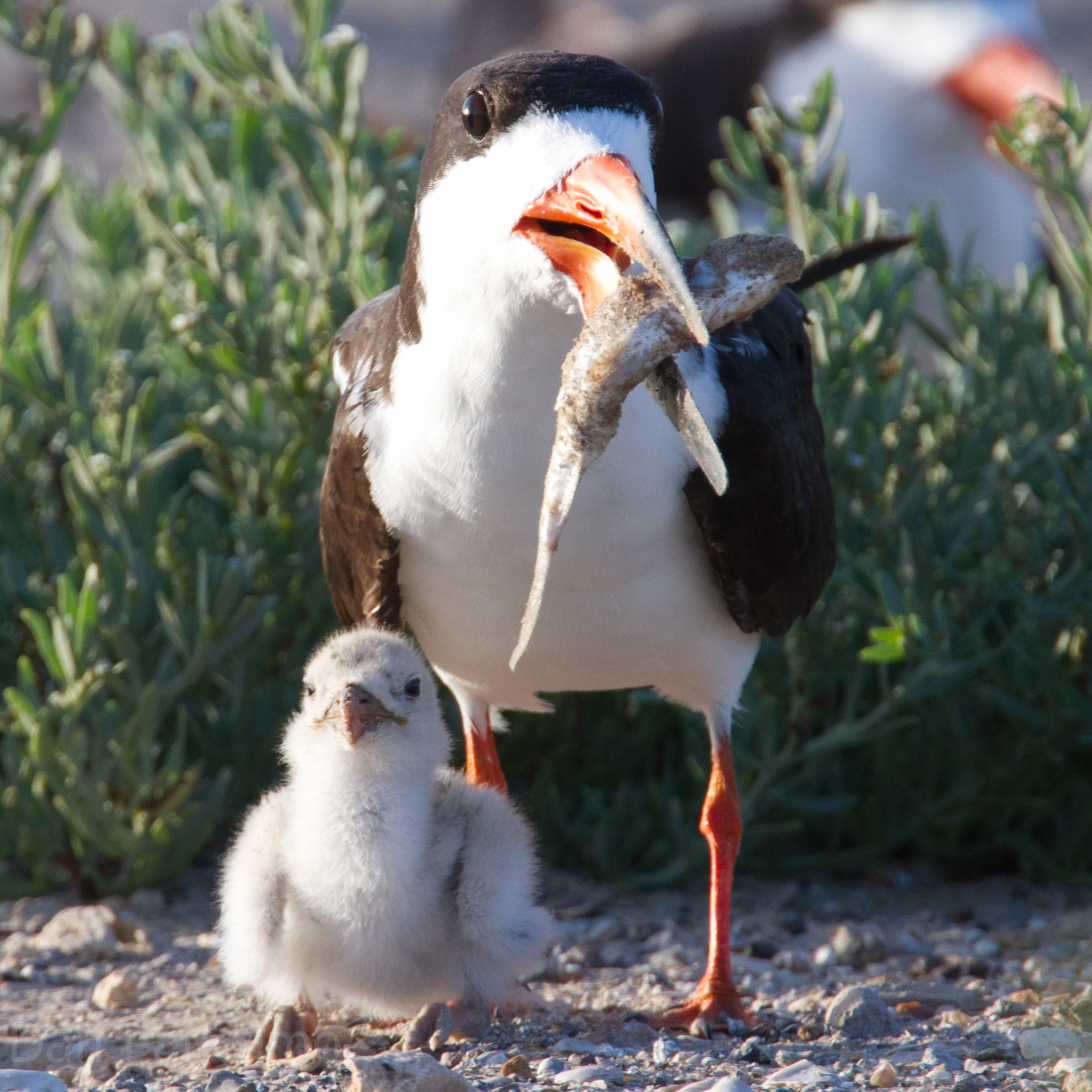
طير بالغ يقوم باطعام فرخ الكبار
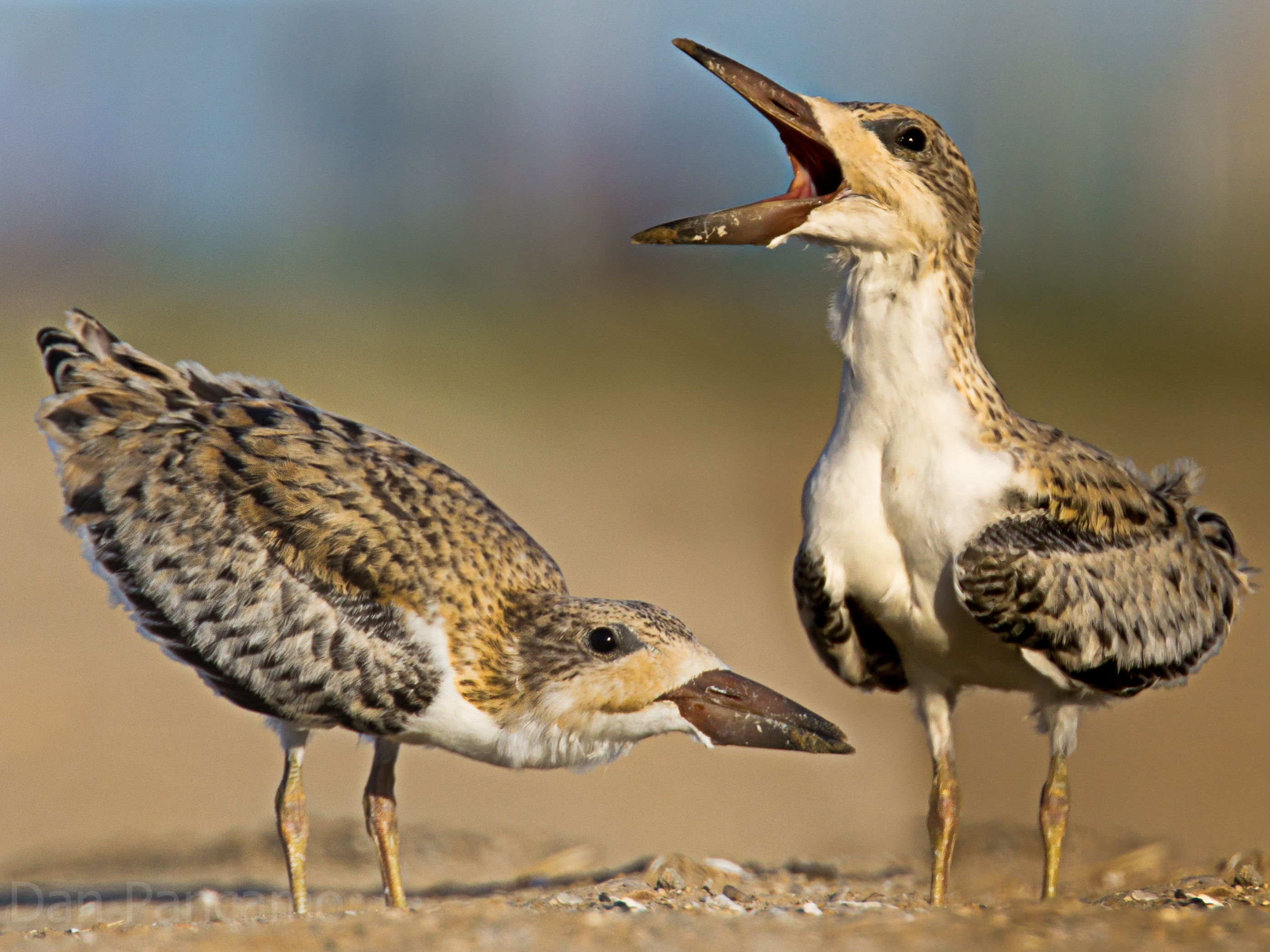
طيور يانعة في جيل البلوغ، عمرها هنا أربعة أسابيع. تتميز عن الطيور البالغة بسبب وجود نمط من النقط البيضاء على الأجنحة والجسم.
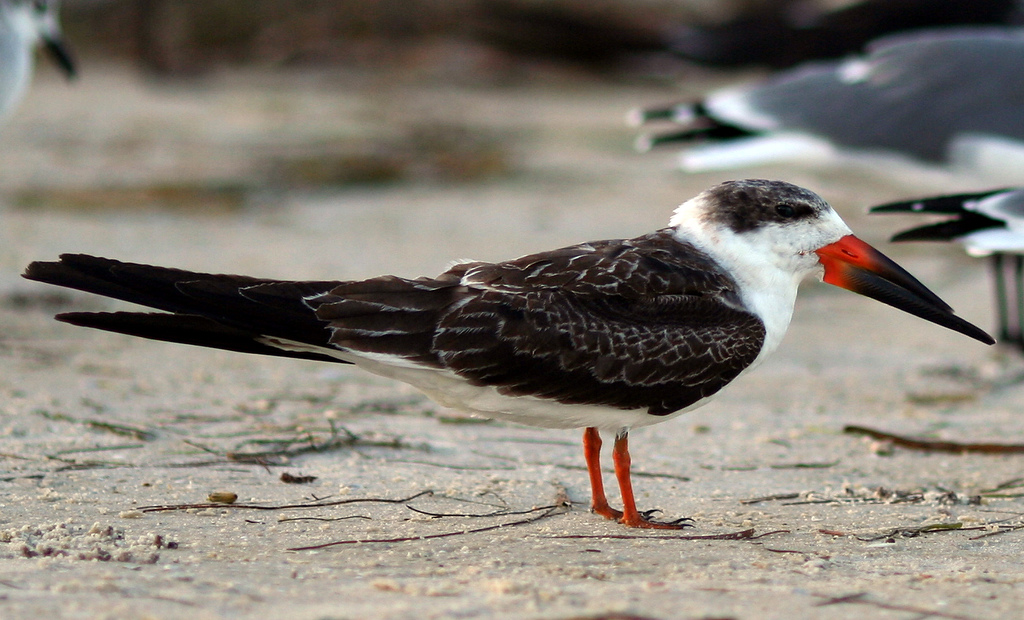
ريش الشتاء عند الطيور البالغة

## روابط خارجية
- "وسائط عن Black skimmer". إنترنت بيرد كوليكشن.
- الدليل الميداني على فليكر
- طوابع (لأنتيغوا، المكسيك، نيفيس، نيكاراغوا، أوروغواي) مع خريطة المدى على bird-stamps.org
- معرض الصور عن Black skimmer على فيريو (جامعة دركسل)

- خريطة تفاعلية لنطاق انتشار Rynchops niger على IUCN Red List maps